# Edwin P. Morrow
Edwin Porch Morrow (28 de novembro de 1877 — 15 de junho de 1935) foi um político americano que serviu como o 40° governador de Kentucky entre 1919 e 1923. Foi o único republicano eleito para esse cargo entre 1907 e 1927. Defendeu as típicas causas republicanos de sua época, ou seja, direitos iguais para afro-americanos e o uso da força para conter a violência. Morrow fora educado nos princípios de seu partido por seu pai, Thomas Z. Morrow, que era o seu candidato a governador em 1883, e seu tio, William O'Connell Bradley, que foi eleito governador em 1895. Os dois foram membros fundadores do Partido Republicano em Kentucky.
Depois de prestar serviços de não-combate na Guerra Hispano-Americana, Morrow graduou-se na Escola de Direito da Universidade de Cincinnati, em 1902 e abriu sua prática em Lexington, Kentucky. Fez um nome para si mesmo, quase imediatamente, garantindo a absolvição de um homem negro que tinha sido acusado de assassinato com base em uma confissão extorquida e testemunho perjuro. Ele foi nomeado procurador dos Estados Unidos para o Distrito Leste de Kentucky pelo presidente William Howard Taft em 1910 e serviu até que ele foi afastado do cargo em 1913 pelo presidente Woodrow Wilson. Em 1915, ele concorreu para governador contra o seu bom amigo, Augustus E. Willson. Stanley ganhou a eleição por 471 votos, tornando o concurso de 1915, a mais próxima corrida para governador na história do Estado.
Morrow concorreu para governador novamente em 1919. Seu oponente, James D. Black, tinha ascendido ao cargo de governador no início do ano, quando Stanley renunciou para tomar um assento no Senado dos Estados Unidos. Morrow incentivou os eleitores a "corrigir o erro de 1915" e correu em uma progressiva plataforma que incluía o sufrágio feminino e sufocar a violência racial. Ele acusou o governo democrata com a corrupção, citando exemplos específicos, e ganhou a eleição geral em um deslizamento de terra. Com uma legislatura amigável em 1920, ele passou boa parte de sua agenda em lei, incluindo uma lei anti-linchamento e uma reorganização do governo do estado. Ele ganhou reconhecimento nacional, para prevenir o linchamento de um prisioneiro negro em 1920. Ele não hesitou em retirar funcionários locais que não prevenir ou reprimir a violência da multidão. Em 1922, os democratas recuperaram o controle da Assembléia Geral, e Morrow não foi capaz de realizar muito na segunda metade de seu mandato. Após seu mandato como governador, ele serviu no Conselho do Trabalho dos Estados Unidos Estrada de Ferro e do Conselho de Mediação Ferroviária, mas nunca mais ocupou um cargo eleito. Ele morreu de um ataque cardíaco em 15 de junho de 1935, enquanto vivia com um primo em Frankfort.

## Início da vida
Edwin Morrow nasceu Somerset, Kentucky, em 28 de novembro de 1877. Filho de Thomas Zanzinger e Catherine Virginia (Bradley) Morrow. Ele e seu irmão gêmeo, Charles, foram o mais novo de oito filhos. Seu pai foi um dos fundadores do Partido Republicano em Kentucky e um candidato a governador em 1883. Sua mãe era uma irmã para William O'Connell Bradley, que foi eleito o primeiro governador republicano do Kentucky em 1895.
A educação precoce de Morrow estava nas escolas públicas de Somerset. Aos 14 anos, entrou na escola preparatória em St. Mary's College perto de Lebanon, Kentucky. Ele continuou por lá entre 1891 e 1892. A partir daí, ele se matriculou na Cumberland College (agora a Universidade dos Cumberlands) em Williamsburg, Kentucky, e distinguiu-se na sociedade de debates. Ele também estava interessado no esporte, jogando halfback sobre o futebol da equipe e campo da esquerda no time de beisebol.
Em 24 de junho de 1898, Morrow se alistou no quarto Regimento privado da Infantaria de Kentucky para o serviço na guerra hispano-americana. Ele foi o primeiro postado em Lexington, Kentucky, e mais tarde treinou em Anniston, Alabama. Devido a um ataque com febre tifoide, ele nunca viu serviço ativo, e reuniu-se como um segundo-tenente em 12 de fevereiro de 1899. Em 1900, ele se matriculou para o segundo semestre na Colégio de Direito da Universidade de Cincinnati. Ele se formou com um Bacharel em Direito formado em 1902.
Morrow abriu sua prática em Lexington. Ele estabeleceu a sua reputação em um de seus primeiros casos, o julgamento de William Moseby, um homem negro acusado de assassinato. primeiro julgamento Moseby tinha terminado em um júri pendurado, mas porque o provas contra ele incluiu uma confissão (que mais tarde se retratou), a maioria dos observadores acredita que ele seria condenado em seu segundo julgamento. Não foi possível localizar um advogado de defesa para Moseby, o juiz do caso virou-se para Morrow, que, como um jovem advogado estava ansioso para o trabalho. Morrow provou que o depoimento de seu cliente tinha sido extorquido; fora informado de que uma multidão de linchadores o esperava do lado de fora da prisão, mas tal multidão nunca tinha existido. Morrow revelou ainda que outro testemunho contra seu cliente era falsa. Moseby foi absolvido 21 de setembro de 1902.
Morrow voltou para Somerset, em 1903. Lá, ele se casou com Katherine Hale Waddle em 18 de junho de 1903. O pai de Waddle tinha estudado direito sob pai de Morrow, e Edwin e Katherine tinham sido colegas de escola, e depois namorados. O casal teve dois filhos, Edwina Haskell em julho de 1904 e Charles Robert, em novembro de 1908.

## Carreira política
Em 1904, Morrow foi nomeado advogado da cidade de Somerset, servindo até 1908. O presidente William Howard Taft o nomeou Ministério Público dos Estados Unidos para o Distrito Leste de Kentucky em 1910. Ele continuou nessa posição até que ele foi afastado do cargo pelo presidente Woodrow Wilson, em 1913.
A primeira experiência de Morrow na política estava trabalhanda na campanha para governador de seu tio William O. Bradley em 1895. Em 1899, o candidato republicano a governador William S. Taylor ofereceu para fazer Morrow seu Secretário de Estado em troca de apoio de Bradley na eleição; Bradley recusou. Apesar do incentivo de amigos, Morrow recusou a candidatar a governador em 1911.

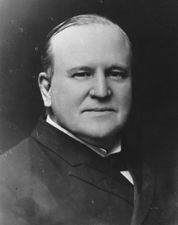
William O. Bradley, tio Morrow, foi eleito governador de Kentucky em 1895.

Em 1912, Morrow foi escolhido como o candidato republicano à cadeira no Senado de Thomas Paynter. Paynter tinha decidido não buscar a reeleição, e os democratas indicaram Ollie James M. de Crittenden County. A Assembléia Geral foi fortemente democrata e unidos atrás de James. Em uma urna conjunta, James Morrow derrotado por um voto de 105-28. Devido à passagem da Emenda XVII o próximo ano, esta foi a última vez que o Legislativo seria Kentucky eleger um senador.
Na convenção estadual republicano em Lexington em 15 de junho de 1915, Morrow foi escolhido como o candidato republicano a governador sobre Latt F. McLaughlin. Sua Democrática adversário era seu amigo íntimo, Augustus O. Stanley. Morrow acusou administrações democratas anteriores de corrupção e pediu a eleição de um republicano, porque "Você não pode limpar a casa com uma vassoura suja". Os dois homens correram em plataformas progressistas, ea eleição foi em favor de Stanley por apenas 471 votos. Apesar de ter sido o mais próximo voto para governador na história do estado, Morrow recusou-se a contestar os resultados, o que aumentou sua popularidade. Sua decisão foi influenciada pelo fato de que um desafio seria decidida pela Assembléia Geral , que teve uma maioria democrata em ambas as casas.

### Governador de Kentucky
Morrow serviu como um delegado à Convenção Nacional Republicana em 1916, 1920 e 1928. Em 1919, ele foi escolhido por aclamação como candidato de seu partido para governador. Desta vez, o adversário foi James D. Black. Black foi Stanley vice-governador e tinha ascendido ao cargo de governador maio 1919 quando Stanley renunciou para assumir uma cadeira no Senado dos Estados Unidos.
Morrow incentivou os eleitores do estado para "corrigir o erro de 1915". Mais uma vez ele correu em uma plataforma progressista, defendendo uma emenda à constituição do estado para conceder o sufrágio feminino. Seu apoio não era tão forte para uma proibição emenda. Ele atacou a administração Stanley-Black como corrupta. dias antes da eleição, ele expôs um contrato adjudicado pela Comissão Estadual de Controle para uma empresa inexistente. O historiador Lowell H. Harrison opinou que recusa negro para remover os membros do conselho seguir esta revelação provavelmente selou sua derrota. Morrow venceu a eleição geral por mais de 40.000 votos. Foi a maior margem de vitória de um candidato republicano a governador na história do Estado.

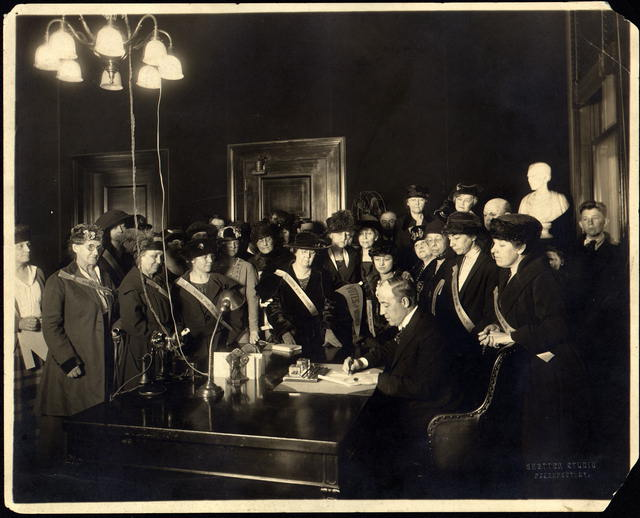
Morrow assina o projeto de lei ratificando a Emenda 19, os direitos do Kentucky de Igualdade dos membros da Associação olham a festa, 06 de janeiro de 1920.

Em 6 de janeiro de 1920, o governador Morrow assinou a lei ratificando a Emenda XIX, tornando o estado de Kentucky 23 a ratificá-lo, e no momento é capturado em uma fotografia com membros da Associação dos Direitos Iguais Kentucky. Durante a sessão legislativa 1920, os republicanos realizaram uma maioria na Câmara dos Deputados Estaduais e eram uma minoria por apenas dois votos no Senado estadual. Durante a sessão, Morrow foi muitas vezes capaz de convencer C. W. Burton, um senador democrata do Condado de Grant, para apoiar propostas republicanas. Tie votos no Senado foram quebrados pelo republicano vice-governador S. Thruston Ballard. Por conseguinte, Morrow foi capaz de realizar uma reorganização considerável do governo do estado, incluindo a substituição do Conselho de Controle com um conselho apartidário de Caridades e correções, obras rodoviárias, centralizando e impostos sobre propriedade de revisão. Ele supervisionou melhorias para o sistema de ensino, incluindo seleção de melhor livro didático e um imposto sobre pistas para suportar um salário mínimo para os professores. Entre as reformas Morrow, que não passou foi uma proposta para tornar o Judiciário não partidária.
Morrow pediu a aplicação de leis estaduais contra a transportar armas escondidas e atividades restritas do Ku Klux Klan. Durante o seu primeiro ano de mandato, concedeu apenas 100 indultos. Esta foi uma diminuição considerável do número concedida por seu imediato antecessores. Durante seus primeiros anos no cargo, J. C. W. Beckham concedeu 350 perdões, James B. McCreary (durante sua segunda passagem como governador) 139 concedidos, e Augusto O. Stanley concedidos 257. Ele também foi um membro ativo da Comissão sobre Inter cooperação, uma sociedade para a eliminação da violência racial no sul.

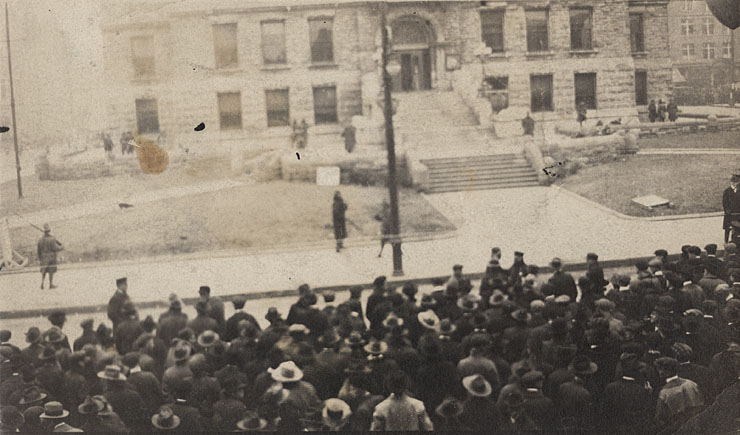
Uma multidão reunida do lado de fora do tribunal durante o julgamento de Will Lockett em 1920.

Em 9 de fevereiro de 1920, Morrow despachou a Guarda Nacional do Kentucky para proteger a Lexington Vontade Lockett, uma Guerra Mundial preto Eu veterano em julgamento por assassinato. Morrow disse ao Estado ajudante geral "Faça o máximo que você tem que fazer para manter que negro nas mãos da lei. Se ele cai nas mãos da multidão Eu não esperava vê-lo vivo". Lockett já confessou, sem o benefício de um advogado, para o assassinato. Seu julgamento levou apenas 30 minutos que ele se declarou culpado, mas pediu uma pena de prisão perpétua em vez da morte. Apesar de seu fundamento, ele foi condenado a morrer na cadeira elétrica.
Uma multidão de vários milhares se reuniram em frente ao tribunal, enquanto o julgamento de Lockett estava em andamento. Um cinegrafista pediu a um grupo grande de pessoas reunidas para agitar seus punhos e gritar para que ele pudesse tirar uma foto. O resto da multidão acreditou equivocadamente que eles estavam atacando o tribunal e correu para a frente. No confronto que se seguiu, um policial foi ferido tão mal que seu braço mais tarde teve que ser amputada. A Guarda Nacional abriu fogo, matando seis pessoas e ferindo cerca de 50. Alguns membros da multidão saqueou lojas nas proximidades em busca de armas de retaliação, mas reforços chegaram de um posto do Exército perto por meio da tarde. A lei marcial foi declarada e não mais violência foi perpetrada. Um mês mais tarde, Lockett foi executado na Penitenciária do Estado de Kentucky em Eddyville.
O incidente se acredita ser a primeira supressão forçada de um linchamento por autoridades estaduais e municipais no sul. Morrow recebeu um telegrama laudatório da NAACP, e mais da imprensa nacional sobre o incidente foi favorável. WEB Du Bois chamou-lhe a "Segunda Batalha de Lexington". Morrow foi consistente em seu uso de tropas do Estado para acabar com a violência no estado. Em 1922, novamente ele despachou a Guarda Nacional para reprimir uma greve na fábrica de violento em Newport.
Amanhã também exigiu consistência de policiais locais. Em 1921, ele retirou o carcereiro de escritório Condado de Woodford, porque ele permitiu que um prisioneiro negro a ser linchado e ofereceu uma recompensa de 25.000 dólares por informações que levem à prisão e condenação dos autores. Os cidadãos de Versailles foram mais indignado que o carcereiro havia sido afastado do cargo de que o prisioneiro tinha sido linchado. Os moradores se recusaram a ajudar na investigação, e os linchadores nunca foram presos ou acusados. As autoridades locais nomeado a esposa do carcereiro para concluir seu mandato, em uma tentativa para contornar a remoção.
Em agosto de 1922, um vendedor ambulante chamado Jack Eaton foi preso por supostamente ter agredido várias meninas. Os pais das meninas se recusou a queixa, e Eaton foi lançado. Mais tarde, ele foi capturado por uma multidão, que cortou ele várias vezes e derramou terebintina em suas feridas. Uma investigação descobriu que o xerife do Condado de Scott tinha entregue voluntariamente Eaton para a multidão, e Morrow removido do cargo. Embora Eaton era um homem branco, os negros ficaram eufóricos com a remoção porque esperava que isso encorajaria outros carcereiros de intensificar esforços para proteger contra os linchamentos e violência da máfia.
Morrow foi frequentemente mencionado como um potencial candidato a vice-presidente em 1920, mas retirou seu nome da consideração, que adere a uma promessa de campanha de não buscar um cargo mais alto, enquanto governador. Em 27 de julho de 1920, ele fez um discurso em Northampton, Massachusetts, notificação formal Calvin Coolidge de sua nomeação para esse cargo. Apesar de ter apoiado Frank O. Lowden para presidente, a nomeação foi para Warren G. Harding , e Morrow campanha vigorosa em nome do bilhete de seu partido.
Em seu discurso para a legislatura de 1922, Morrow pediu 50 milhões dólares para melhorias no sistema rodoviário do Estado e para a revogação de todas as leis que negam a igualdade de direitos para as mulheres. Ele também recomendado um grande vínculo questão para financiar melhorias para universidades estaduais, escolas, prisões e hospitais. Por esta altura, no entanto, os republicanos se renderam a sua maioria na Câmara do estado, e praticamente todas as propostas Morrow foram votados para baixo. Morrow combatida por vetar várias contas democratas, incluindo 700.000 dólares em dotações. Entre as poucas realizações da legislatura 1922 foram aprovação de uma lei anti-linchamento, a abolição do trabalho presidiário e o estabelecimento de escolas normais em Murray e Morehead. Hoje, estas escolas são Murray State University e Morehead State University, respectivamente. A legislatura 1922 também criou uma comissão para governar My Old Kentucky Home Parque Estadual e de construção aprovado da Davis Jefferson Monumento.
Apesar do fato de que Morrow ganhou elogios nacional por sua atuação durante o julgamento Lockett, o historiador James Klotter opinou que ele "deixou para trás uma sólida e bem típico recorde, para um governador de Kentucky". Ele citou o conservadorismo fiscal Morrow e incapacidade de controlar a legislatura em 1922 como razões para a sua avaliação sem brilho, embora ele elogiou o avanço Morrow da igualdade racial no estado. Morrow foi proibido pela Constituição do Estado de buscar um segundo mandato consecutivo, e as conquistas de sua administração não foram significativas o suficiente para garantir a eleição de Charles I. Dawson, seu candidato a sucessor republicano na eleição para governador de 1923.

### Últimos anos e morte
Depois de seu mandato como governador, Morrow retirou-se para Somerset, onde tornou-se ativo na Watchmen of the Republic, uma organização dedicada à erradicação do preconceito e da promoção da tolerância. Ele serviu no Conselho do Trabalho dos Estados Unidos de 1923 a estrada de ferro 1926 e seu sucessor, o Conselho de Mediação Ferroviária, de 1926 a 1934. Ele renunciou para concorrer a uma vaga na Câmara dos Deputados dos Estados Unidos representam o nono distrito, mas perdeu a indicação de seu partido para John M. Robsion.
Depois de sua derrota na primária do Congresso, os planos de Morrow eram de voltar a Lexington para retomar a sua prática da lei. Em 15 de junho de 1935, ele morreu inesperadamente de ataque cardíaco enquanto estava temporariamente morando com um primo em Frankfort. Ele é enterrado no Cemitério de Frankfort.

## Ascendência
Ascendência de Edwin P. Morrow: